# Empurrão pélvico
O empurrão pélvico é o movimento propulsor da região pélvica, a qual é usada para muitas atividades, tais como a dança ou a atividade sexual.

## Atividade sexual e insinuação
O empurrão pélvico é usado durante o ato sexual por muitas espécies de mamíferos, incluindo os humanos, ou para outras atividades sexuais (como o sexo não-penetrativo). Em 2007 cientistas alemães notaram ca as fêmeas macaco podiam aumentar a força e a quantidade dos empurrões pélvicos do macho gemendo durante o ato.